# Lawrence Okolie
Lawrence Okolie (* 16. Dezember 1992 in London) ist ein britischer Profiboxer und ehemaliger WBO-Weltmeister im Cruisergewicht. Als Amateur boxte er im Schwergewicht und war unter anderem Teilnehmer der Olympischen Spiele 2016.

## Amateurkarriere
Lawrence Okolie begann erst im Alter von 17 Jahren mit dem Boxsport und wurde 2014 und 2015 Englischer Universitätsmeister. International trat er erstmals im November 2015 in Erscheinung, als er nach kampflosem Halbfinalausstieg eine Bronzemedaille beim Tammer-Turnier in Finnland gewann. 2016 kam er zu zwei Einsätzen in der World Series of Boxing, wo er den mehrfachen US-Meister Cam Awesome und den Mexikaner Jared Barraza besiegen konnte.
Im April 2016 gewann er dann überraschend das europäische Olympiaqualifikationsturnier in Samsun, nachdem er sich gegen Cristian Constantinov aus Moldawien (TKO), Roy Korving aus den Niederlanden (2:1), Seyda Keser aus der Türkei (3:0), Abdulqədir Abdullayev aus Aserbaidschan (3:0) und Paul Omba-Biongolo aus Frankreich (WO) durchsetzen konnte und sich somit mit erst 23 Kämpfen für die Olympischen Spiele 2016 qualifizierte. Dort gelang ihm in der Vorrunde ein Sieg gegen Igor Jakubowski (3:0), er schied aber dann im Achtelfinale gegen Erislandy Savón aus (0:3).

## Profikarriere
Am 25. März 2017 gab er sein Profidebüt. Im Februar 2018 gewann er den WBA-Kontinentaltitel im Cruisergewicht gegen Isaac Chamberlain und sicherte sich im Juni 2018 zusätzlich den Commonwealth-Titel gegen Luke Watkins. Im September 2018 besiegte er Matty Askin beim Kampf um die britische Meisterschaft.
Am 26. Oktober 2019 gewann er den EBU-Europameistertitel durch einen vorzeitigen Sieg gegen Yves Ngabu. Im Dezember 2020 gewann er den Titel WBO-International durch einen TKO-Sieg in der zweiten Runde gegen Nikodem Jezewski.
Am 20. März 2021 gewann er durch KO in der sechsten Runde gegen Krzysztof Głowacki und sicherte sich damit den vakanten WBO-Weltmeistertitel im Cruisergewicht. Diesen verteidigte er erstmals am 25. September 2021 durch KO in der dritten Runde gegen Dilan Prašović aus Montenegro. Eine weitere Titelverteidigung gewann er am 27. Februar 2022 einstimmig nach Punkten gegen den Polen Michał Cieślak. Seine inzwischen dritte Verteidigung gewann er am 25. März 2023 einstimmig nach Punkten gegen den Neuseeländer David Light.
Am 27. Mai 2023 verlor er den Titel per Mehrheitsentscheidung an seinen Landsmann Chris Billam-Smith.